# 6771 Фоєрстер
6771 Фоєрстер (6771 Foerster) — астероїд головного поясу, відкритий 9 березня 1986 року.
Тіссеранів параметр щодо Юпітера — 3,552.